# Pseudotolithus senegallus
Pseudotolithus senegallus és una espècie de peix de la família dels esciènids i de l'ordre dels perciformes.

## Morfologia
- Els mascles poden assolir 230 cm de longitud total i 12,5 kg de pes.[5][6][7]

## Alimentació
Menja peixets i crustacis.

## Hàbitat
És un peix de clima tropical (16°N-17°S) i demersal que viu entre 0-150 m de fondària.

## Distribució geogràfica
Es troba a l'Atlàntic oriental: des de Mauritània fins a Angola.

## Ús comercial
La seua carn és molt apreciada i és pescat per pescadors artesanals.

## Observacions
És inofensiu per als humans.